# Issikiopteryx
Issikiopteryx is een geslacht van vlinders uit de familie van de Lecithoceridae. De wetenschappelijke naam van het geslacht voor het eerst geldig gepubliceerd in 1973 door Moriuti.

## Soorten
De volgende soorten zijn bij het geslacht ingedeeld:
- Issikiopteryx aurolaxa
- Issikiopteryx corona
- Issikiopteryx corythista
- Issikiopteryx fornicata
- Issikiopteryx japonica
- Issikiopteryx nigeriflava Liu & Wang, 2013[2]
- Issikiopteryx obtusangula
- Issikiopteryx ophrysa
- Issikiopteryx parelongata Liu & Wang, 2013[2]
- Issikiopteryx rotundiconcava
- Issikiopteryx sphaeristis
- Issikiopteryx suiyangensis Liu & Wang, 2013[2]
- Issikiopteryx taipingensis
- Issikiopteryx trichacera
- Issikiopteryx valvispinata
- Issikiopteryx zonosphaera